# Laboratório Teuto Brasileiro
O Laboratório Teuto Brasileiro S.A., também conhecido apenas como Laboratório Teuto, é uma fábrica de medicamentos localizada em Anápolis, no estado de Goiás. 

## História
A Teuto Brasileiro foi fundada em 1947 por Adolfo Krumeir na cidade de São Paulo, tendo transferido as suas produção para Minas Gerais. 
Em 1984 o remédio Enetrin, fabricado pelo Teuto Brasileiro, foi um dos quinze remédios de diversos laboratórios recolhidos das farmácias por ordem do Ministério da Saúde por ser considerado nocivo à saúde.
Em 1986 Adolfo Krumeir se aposentou e vendeu a empresa para antigos colaboradores. Posteriormente o Teuto foi adquirida dos seus controladores pelos empreendedores Walterci de Melo e seu irmão Lucimar de Melo por 2 milhões de dólares, que na sequência transferiram a indústria para a cidade de Anápolis no estado de Goiás. 
No início do Plano Real o Teuto possuía apenas 40 produtos e encontrava-se fortemente afetado pela crise no mercado nacional de embalagens, incapaz de atender a indústria farmacêutica.
Com a adoção em massa dos Medicamentos genéricos no Brasil em 1999, o Teuto Brasileiro passou a investir nesse mercado, passando de 40 para 320 produtos, e patrocinou a um custo de 300 mil dólares a primeira edição do Dicionário de Medicamentos Genéricos. Com isso, o faturamento do Teuto passou de 5 milhões de dólares em 1992 para 65 milhões em 1998. Para o ano de 1999 o Teuto esperava faturar 110 milhões de dólares.
A Pfizer chegou a possuir uma participação de 40% no Teuto, adquirida em 2010 e vendida à família Melo em 2017, que passou a deter 100% da participação acionária.Com uma dívida estimada em 515 milhões de dólares (com os bancos Bradesco e Itau como principais credores), o Teuto Brasileiro procurava um novo sócio em 2019. Em 2020 o Teuto obteve uma faturamento de 1 bilhão de reais, porém seu lucro caiu para 143 milhões de reais  (enquanto que em 2016 o laboratório faturava 770 milhões de reais).
As instalações da empresa ocupam um terreno de 1 milhão de metros quadrados com uma área construída de 105.000 metros quadrados. A empresa possue uma linha de 400 produtos, atendendo além do mercado brasileiro, a América Central, América do Sul, África, Oriente Médio e Portugal.
Em 2021 o laboratório farmacêutico iniciou um processo para lançamento de ações na Bolsa de Valores de São Paulo, protocolando um um pedido de IPO na Comissão de Valores Mobiliários (CVM).